# Ach du grüne Neune

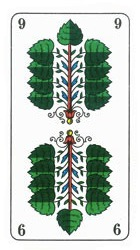
Spielkarte Grün Neun

Ach du grüne Neune ist eine Redewendung, die ein Erschrecken ausdrückt.

## Vorkommen
Bisher sind keine Texte vor 1900 bekannt, in denen diese Redewendung verwendet wird.
Sie ist umgangssprachlich im Berliner Raum und Norddeutschland gebräuchlich gewesen. In der Gegenwart wird sie nur noch von wenigen, meist älteren Menschen benutzt.
Synonyme sind Ach du meine Güte, Oh je, und ähnliche Ausdrücke.

## Herkunft
Die Herkunft ist nicht eindeutig klar. In Lutz Röhrichs Lexikon der sprichwörtlichen Redensarten wird sowohl ein Zusammenhang mit der Spielkarte Grün Neun  als auch mit dem Berliner Sommertheater Grüne Neune erwogen.
Um 1900 ist die Redewendung du kriegst die grüne Neun als scherzhafte Verwünschung und Ausdruck der Überraschung belegt. Ein Zusammenhang mit ach, du grüne Neune ist denkbar.